# Луча Валеріо
Луча Валеріо (італ. Lucia Valerio; 28 лютого 1905 — 26 вересня 1996) — колишня італійська тенісистка.
Найвищим досягненням на турнірах Великого шолома були чвертьфінали в одиночному та змішаному парному розрядах.
Завершила кар'єру 1940 року.

## Фінали

### Одиночний розряд: 7 (2–5)
| Результат | Рік  | Турнір                    | Суперниця                  | Рахунок       |
| --------- | ---- | ------------------------- | -------------------------- | ------------- |
| Поразка   | 1930 | Мастерс Рим               | Лілі Альварес              | 6–3, 6–8, 0–6 |
| Перемога  | 1930 | Villa d'Este Championship | Іда Адамофф                | 6–3, 6–4      |
| Перемога  | 1931 | Мастерс Рим               | Дороті Ендрюс              | 2–6, 6–2, 6–2 |
| Поразка   | 1931 | Swiss Championships       | Лолетт Пайо                | 4–6, 7–5, 3–6 |
| Поразка   | 1932 | Мастерс Рим               | Іда Адамофф                | 4–6, 5–7      |
| Поразка   | 1934 | Мастерс Рим               | Гелен Джейкобс             | 3–6, 0–6      |
| Поразка   | 1935 | Мастерс Рим               | Гільде Кравінкель-Сперлінг | 4–6, 1–6      |